# نوري مارتن
نوري مارتن (بالإنجليزية: Norrie Martin)‏ (7 مايو 1939 في المملكة المتحدة - 10 أكتوبر 2013 في المملكة المتحدة) هو لاعب كرة قدم بريطاني في مركز حراسة المرمى. لعب مع كوين أوف ساوث ونادي رينجرز وهاميلتون أكاديميكال ونادي إيست فيف وDalry Thistle F.C. ‏.

## وصلات خارجية
- نوري مارتن على موقع قاعدة بيانات كرة القدم.إي يو (الإنجليزية)